# تپه گرد یک ناصر
تپه گرد یک ناصر مربوط به هزاره دوم و اول قبل از میلاد - قر ن ۶ تا ۸ ه.ق است و در شهرستان ارومیه، بخش سیلوانه، دهستان مرگور، روستای گردیک ناصر واقع شده و این اثر در تاریخ ۷ اسفند ۱۳۸۵ با شمارهٔ ثبت ۱۷۷۳۱ به‌عنوان یکی از آثار ملی ایران به ثبت رسیده است.